# Sala de control

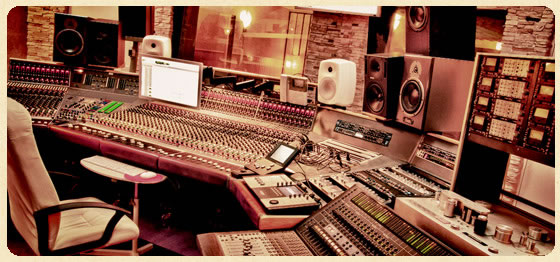

La sala de control (del inglés “Control room”) es el lugar del estudio de grabación donde se registra, edita, mezcla y/o masteriza la señal procedente de la sala de grabación. Este tipo de salas a parte de estar insonorizadas es muy importante que estén correctamente sonorizadas (acondicionadas acústicamente) para su propósito. En esta sala es dónde se coloca la mayor parte del material de estudio: mesa de mezclas, grabadores, ordenador, superficies de control, previos, procesadores de dinámica y efectos… Es por su tratamiento acústico (sonorización) por lo que distinguimos varios tipos de salas de control, los tipos más frecuentes son:

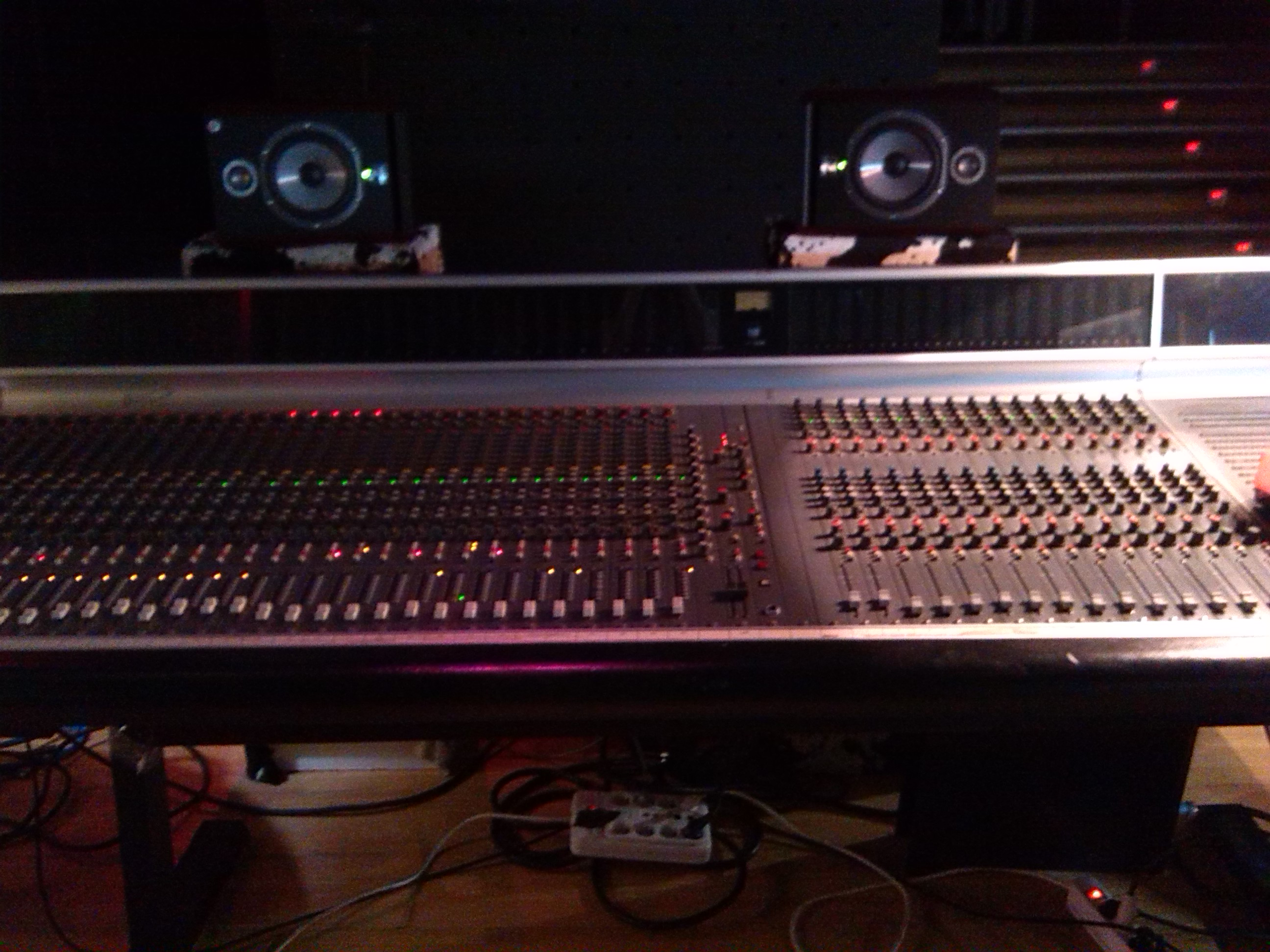
Control room

## Salanon environment
Este tipo de sala se basa en un diseño totalmente absorbente, excepto la pared frontal que se acondiciona con material reflectante. Esto crea unas condiciones acústicas que recrean con notable fidelidad las condiciones del campo libre de audición. En este tipo de salas se intenta que se perciba sólo el sonido directo de los monitores y se tiende a evitar las reflexiones, se crea así una condición de semi-anecoidad. 
Otro punto fuerte de estas salas es que las condiciones acústicas de este tipo de salas se pueden recrear en cualquier parte del mundo, creando así un estándar.

## Sala lede
Consta de una parte frontal muy absorbente mientras la parte trasera está acondicionada con difusores. El nombre de estas salas viene del inglés “Life end, death end” (Fin de la zona viva, fin de la zona muerta) refiriéndose a las tan diferenciadas zonas de la sala. Esto crea en el punto de escucha un sonido muy limpio: Se aprecian las primeras reflexiones pero no hay un exceso de sonido reflejado.
La parte posterior de la sala se convertía en muy reflectante y la parte anterior muy absorbente, con el fin de anular la coloración por parte de la mesa de mezclas (figura 6). Con ello también consiguió que se recibieran en el punto de escucha muchas primeras reflexiones y muy pocas de orden superior.
Este diseño da la sensación auditiva de que los monitores son la única fuente de sonido existente. Ya que a las reflexiones superiores se les reduce considerablemente el retardo en la parte frontal, se obtiene un sonido muy limpio porque la parte frontal de la sala reduce el efecto de filtro “peine” producido por la mesa de mezclas.
En la parte posterior de la sala, el sonido percibido de las reflexiones no queda enmascarado y permite percibir el tiempo de retardo inicial de la acústica de la sala, permitiendo también que se fundan en un solo sonido la totalidad de reflexiones en el punto de escucha.
En este diseño Davis evita las superficies paralelas para que no se produzcan ondas estacionarias y consigue que, combinando las diferentes características, el ingeniero tenga una apreciación de la realidad en cuanto a lo que está ocurriendo en la sala de grabación.
Davis sugiere además que la posición del ingeniero sea de 2,5 a 3 metros desde los monitores, y éstos, separados uno del otro entre 3 y 3,5 metros.
Las salas LEDE están diseñadas según algunos aspectos psicoacústicos como es el efecto preferencia o Hass (3), que manifiesta que dos sonidos de corta duración se escuchan en una sucesión rápida, el sistema auditivo humano suprime el segundo sonido y da preferencia al primero. Entonces los dos sonidos son percibidos como si fueran uno proveniente de la dirección del primero. Este efecto se percibe desde separaciones muy pequeñas como 1 milisegundo hasta los 30 o 40 milisegundos. También es originado este efecto preferencia si uno de los dos sonidos es entre 10 y 15 decibelios mayor, dependiendo de la frecuencia y condiciones.
En el diseño de éstas salas la geometría se construye para que se produzca una zona libre de primeras reflexiones en la zona de escucha. La idea principal es tener un sonido directo de los altavoces y permitir un intervalo de tiempo entre las de la sala. La pared posterior se construye de tipo reverberarte, permitiendo una escucha “viva” la cual no tenga una excesiva coloración. Para que esto ocurra los doctores Peter D’Antonio y Konnert a través de su empresa, comercializan los conocidos difusores RPG. Esta tecnología evita las fuertes reflexiones y proporciona una respuesta general de la sala plana y libre de irregularidades.

## Sala RFZ
A mediados de los 80 Peter D' Antonio y John H. Konnet, mejoran el concepto LEDE al aplicar los avances realizados por M.R. Schröder en materia de difusión prescindiendo de la zona frontal absorbente creando el concepto de zona sin reflexiones.

## Sala Rettinger
Lo que Rettinger propone es una sala con alrededor de 150 metros cúbicos de volumen. Sus paredes laterales y el techo se plantean como superficies reflectantes mientras que la pared posterior será absorbente. Se recomienda acondicionar el techo con fibra de vidrio y tela de saco y el suelo con una placa metálica perforada para controlar las reflexiones y mejorar la respuesta en graves. Con todo esto tendríamos una sala con cierto retardo entre sonido directo y primeras reflexiones, aprovechando los principios del efecto Hass.

## Sala Jensen
Es un entorno muy cómodo que se percibe como una estancia relativamente viva a pesar de que la señal de los monitores llega al oyente como una señal relativamente seca. Esto se consigue mediante los absorbentes laterales con forma de diente de sierra; aunque algunas partes de estas paredes tienen material reflectante, que junto con la pared trasera crean esa especie de ambiente vivo dentro de la sala.

## Sala BBC
Salas que buscan recrear las mismas condiciones acústicas allá donde se requieran. Este estándar permite a los ingenieros audiovisuales trabajar en condiciones muy similares en distintos estudios. Son salas con un tiempo de reverberación bastante acorde con la frecuencia.